# Margot Fonteyn
Margot Fonteyn (rojstno ime Margaret Hookham), angleška primabalerina, * 18. maj 1919, † 21. februar 1991. 
Baleta se je učila že zelo zgodaj in je tako leta 1939 že plesala Giselle in Odette-Odile. Poleg Ane Pavlove je največja svetovna balerina.